# Род занятий
Род занятий — в узком смысле, — это любая деятельность человека, осуществляемая с целью удовлетворения своих материальных потребностей. В более широком смысле, — это любая деятельность, которую человек выполняет, все, чем он занимается.
Следует отличать род занятий от хобби, когда человек осуществляет какую-либо деятельность ради удовольствия. 
Необходимо также отличать от рода занятий близкое по своему значению понятие профессия, под которой подразумевается род квалифицированной трудовой деятельности человека, осуществляемой им с целью заработать себе на жизнь. В профессиональной деятельности главное внимание уделяется квалификации человека. Выбирая свою будущую профессию, человек стремится получить необходимое образование. В дальнейшем, приступив к трудовой деятельности, он стремится повысить свои профессиональные навыки.
Род занятий в широком смысле слова в отличие от профессии не обязательно может иметь своей целью получение заработка. 
Говоря об отличиях рода занятий в узком смысле слова от профессии, стоит отметить, что оба этих термина в зависимости от конкретной ситуации могут как отличаться, так и совпадать. На выбор будущей профессии чаще всего влияют такие аспекты, как заработная плата, престижность, а также физические и интеллектуальные способности человека.
Однако на практике род занятий человека может отличаться от его профессии в силу ряда экономических и социальных причин, среди которых можно выделить следующие:
- переизбыток на рынке труда специалистов определенной категории;

- несоответствие доходов от профессиональной деятельности финансовым потребностям;

- потребность в самореализации.

В ряде случаев под родом занятий подразумевают роль в жизни, на которую человек был "предназначен", призвание. То есть сочетание убеждений человека, его физических и умственных способностей, с его потребностями и потребностями общества. в котором он живет.